# 華爾街車站 (IRT萊辛頓大道線)
華爾街車站（英語：Wall Street station）是紐約地鐵IRT萊辛頓大道線一個地鐵站，位於曼哈頓百老匯和華爾街交界，設有4號線（任何時候停站）與5號線（任何時候停站（深夜除外））列車服務。

## 車站結構
| G         | 街道               | 出入口                                                                                                 |
| B1 月台層 | 側式月台，右側開門 | 側式月台，右側開門                                                                                     |
| B1 月台層 | 北行               | 往伍德羅恩（福爾頓街） · 往代里大道（任何時候）/涅雷大道（黃昏尖峰時段）（福爾頓街）                   |
| B1 月台層 | 南行               | 往猶提卡大道（深夜時往新地段大道）（滾球綠地） · 往夫拉特布殊大道（平日）/滾球綠地（週末）（滾球綠地） |
| B1 月台層 | 側式月台，右側開門 | |
| B2        | 下通道             | 月台之間轉乘，前往寬街通道                                                                             |

此站於1905年6月12日作為原初地鐵由福爾頓街的延長線啟用。1994年1月6日，此站與白廳街車站引入了自動三棍閘機。
華爾街車站是一個地下車站，設有兩個側式月台和兩條軌道，兩個月台之間有少許偏差。

## 延伸閱讀
- Lee Stokey. Subway Ceramics : A History and Iconography. 1994. ISBN 978-0-9635486-1-0

## 外部連結
- nycsubway.org—IRT East Side Line: Wall Street
- Wall Street - Rector Street entrance from Google Maps Street View （页面存档备份，存于）
- Platforms from Google Maps Street View （页面存档备份，存于）